# Chiappino Vitelli
(Da una lettera di Cosimo I de' Medici a Massimiliano II d'Asburgo del 1548)
Gian Luigi Vitelli, noto come Chiappino Vitelli (Città di Castello, 1520 – Anversa, 1º luglio 1575), è stato un condottiero e diplomatico italiano, marchese di Cetona. Fu nominato dal granduca di Toscana Cosimo I de' Medici cavaliere dell'Ordine di Santo Stefano Papa e Martire nel 1562.

## Biografia

### Origini ed esordi
Appartenente alla famiglia Vitelli di Città di Castello, Chiappino nasce nel 1520 da Niccolò II Vitelli e Gentilina della Staffa; era perciò nipote del grande capitano tifernate Paolo Vitelli. Sua nonna materna era Violante degli Oddi, della celebre famiglia perugina. 
Un'antica tradizione storiografica voleva che, nel 1542, Chiappino, insieme a suo fratello Paolo II Vitelli, avesse vendicato il padre, che era stato vittima di un intreccio amoroso: infatti, si raccontava che, stanco dei continui tradimenti della moglie, Gentilina della Staffa, Niccolò l'avesse uccisa, per poi essere eliminato a sua volta da Niccolò Bracciolini, amante della donna. Secondo Michele Lodone tale tradizione deve però essere considerata priva di fondamento, non foss'altro perché Gentilina morì in effetti soltanto nel 1566. 
Dopo aver militato con lo zio Alessandro Vitelli al servizio del duca di Firenze, Cosimo I de' Medici, passa sotto le insegne del genovese Andrea Doria, combattendo per mare, ma poi, nel 1544, è nuovamente al servizio del duca fiorentino, che lo utilizza per contrastare il corsaro turco Barbarossa. Non riuscendo ad impedire che le truppe nemiche prendano Talamone e Porto Ercole (non per suo demerito), il Vitelli entra in Orbetello e, coadiuvato da Stefano Colonna e dalle truppe spagnole, impedisce ai turchi e ai francesi di Leone Strozzi di prendere la città. Gli viene quindi ordinato di andare a Pisa per imbarcarsi e far rotta su Napoli, dove il viceré Don Pedro di Toledo è in difficoltà per una serie di sommosse popolari. Nel 1550 Chiappino s'imbarca nuovamente con Andrea Doria per contrastare ancora il Barbarossa ed il corsaro Dragut, che era anche governatore della città tunisina di Mahdia, al quale assedio il Vitelli partecipa alla testa di 300 uomini fiorentini. Nell'estate del 1553 Chiappino è in Corsica per contrastare i francesi: assedia Furiani, ma non riesce a prendere la città, cosicché si ritira, per poi procedere all'attacco di Sampiero Corso con Carlotto Orsini (1522-1554); quindi i due assediano insieme San Fiorenzo.

### La "guerra di Siena"

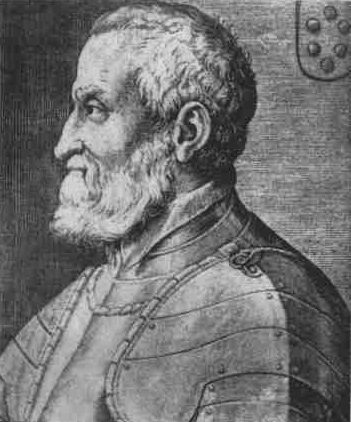
Gian Giacomo de' Medici

Nel 1554, crollate le difese di San Fiorenzo, Chiappino rientra in Toscana, dove nel frattempo è scoppiata la "guerra di Siena" tra i senesi (appoggiati dai francesi) e i fiorentini (appoggiati da spagnoli ed imperiali); entra così subito al servizio di questi ultimi, per i quali assedia (prendendolo) il castello della Chiocciola e quindi si sposta in Val di Chiana dove, con Luca di Girolamo degli Albizi, si reca a Civitella, prima di dirigersi per conquistarlo a Belcaro. Ma ormai la guerra è arrivata a Siena; così Chiappino passa sotto il comando di Gian Giacomo Medici, che era impegnato nell'assedio della città; il Vitelli si posiziona tra Buonconvento e Grancia di Cuna, dove tende un agguato a Teofilo Calcagnini († 1566). Ritorna quindi all'assedio di Siena alla testa di più di 1600 uomini tra spagnoli e italiani; ordina che tutte le persone sorprese a portare vettovaglie ai senesi vengano impiccate ed istituisce un premio per chiunque riesca a fare prigionieri i rifornitori della città toscana. Con Vincenzo dè Nobili (1515-1560) assedia il monastero di Santa Bonda, dove viene compiuto un vero e proprio massacro: dei senesi, tra feriti e uccisi, ci sono circa 800 persone colpite. Il 2 agosto 1554 il Vitelli partecipa alla battaglia di Scannagallo, e successivamente, dopo aver passato un breve periodo a Brolio per riprendersi da una malattia, viene nominato luogotenente generale del granduca Cosimo I. Il 24 dicembre 1554, con Gian Giacomo de' Medici, tenta la presa di Siena, approfittando dell'oscurità notturna, ma l'impresa fallisce, perché le scale utilizzate per scalare le mura sono troppo corte . Con la vittoria su Siena, Chiappino viene messo a guardia della porta di San Lazzaro, e vigila sui soldati francesi, per assicurarsi che questi lascino la Toscana senza alcun problema; al suo passaggio, Chiappino ha uno scambio affettuoso con Biagio di Monluc.Passa al comando dell'esercito mediceo nel maggio 1555 per un'indisposizione del de' Medici: subito inizia con la conquista di San Quirico d'Orcia, Rocca d'Orcia, Castiglione d'Orcia e Campiglia d'Orcia. Ristabilitosi il Medici, Chiappino lo seguì nelle sue battaglie contro Piero Strozzi, capitano dell'esercito francese, che era in quel momento in Porto Ercole; qui, il Vitelli è incaricato di assediare Forte Sant'Ippolito (andato distrutto), impresa che richiede l'utilizzo di molti uomini (circa 800 tra spagnoli e tedeschi). Aiutato da Giovanni Francesco da Bagno († 1569), riesce ad entrare nel forte uccidendo circa 400 uomini, per poi spostarsi all'assedio di Forte Ercoletto, un'isoletta fortificata che impediva alle galee imperiali di avvicinarsi. Attacca, sempre nella cittadina grossetana, Forte Stronco, difeso dal capitano Alessandro da Terni ( †1555), morto proprio durante l'assedio. Si sposta quindi all'assedio di Forte Galera, per poi distruggere Capalbio e la Torre di Talamonaccio. Sconfigge e si occupa delle trattative di pace con Montepescali, città difesa da Bastiano Guascone. Infine, entra vittoriosamente in Castiglione della Pescaia e Scarlino.Si occupa, nell'agosto del 1555, della difesa di Piombino, attaccata da molti giannizzeri : con Gabriele Serbelloni (1508–1580) li respinge, intervenendo con la cavalleria di Leonello da Carpi a Populonia, dove costringe i turchi a ritirarsi sulla spiaggia. L'abilità del Vitelli è sorprendente: riesce ad uccidere almeno 400 ottomani perdendo soltanto sessanta uomini. Attaccata la città di Pienza, e cacciato da tale località il suo signore Cornelio Bentivoglio (1519-1585), è costretto a rientrare a Firenze, per curarsi, visto che si ammalò di malaria. Ristabilitosi, deve desistere da un attacco su Radicofani, per un ordine impartitogli dal de' Medici, che era preoccupato per le tendenze filo-francesi del nuovo Papa, Paolo IV; l'attacco verrà comunque compiuto, con il Vitelli schierato al fianco di Leonida Malatesta da Sogliano (1500 – 1557), ma i due vengono respinti in entrambi i loro tentativi di attacco. Nel 1556, si occupa soprattutto di rinforzare i confini del granducato, guardando soprattutto alla zona di Lucca, potenziando la città di Montecarlo. Nell'anno, riceve molti inviti dal Re di Spagna Filippo II, ma egli li rifiuta, perché le pretese del Re, cioè di prendere le armi contro Paolo IV, non lo soddisfano.Temendo un'offensiva da parte dei francesi, ha l'ordine di fortificare Arezzo e Sansepolcro.Nel 1557, il Vitelli è di nuovo a Porto Ercole, dove intanto sono sbarcati gli uomini della flotta spagnola, e con questi si reca all'assalto di Talamone, che cade facilmente nelle mani di Chiappino, così come nelle sue mani finiscono anche Castiglione della Pescaia e l'Isola del Giglio.

### Dopo la Guerra di Siena: il fedele uomo del granduca

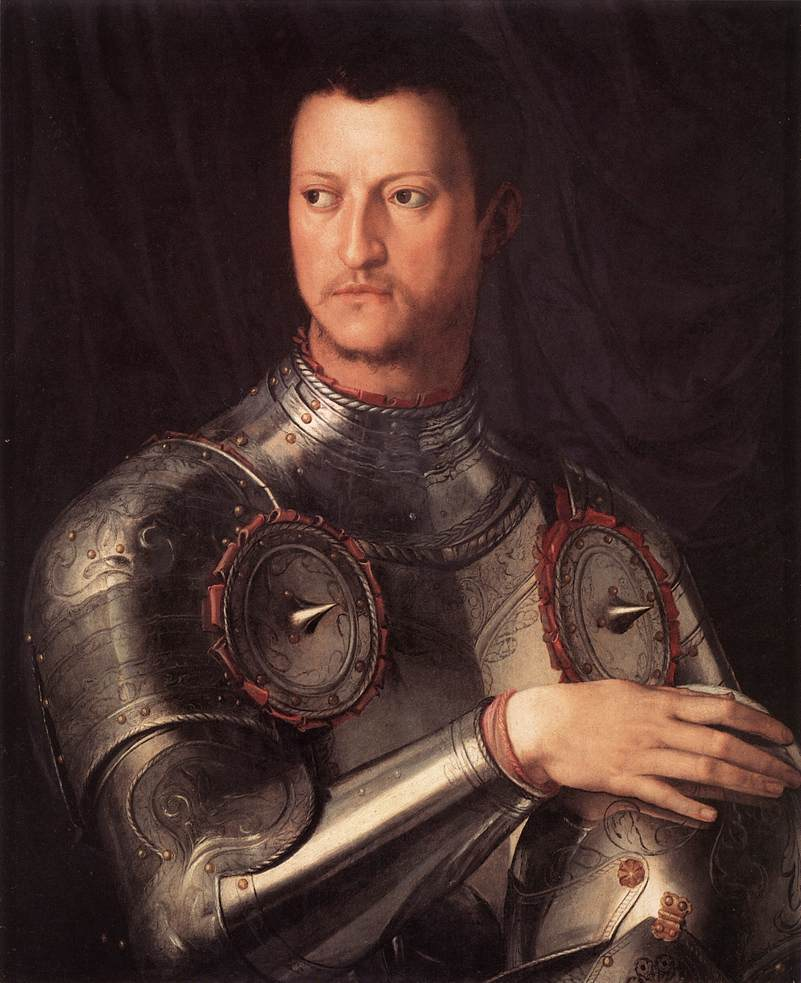
Cosimo I de' Medici

Nel 1559, la Guerra di Siena passa dal campo di battaglia alle missioni diplomatiche: è per questo motivo che Chiappino, alla morte di Carlo V, si reca a Bruxelles, in missione per Firenze, sia per portare il cordoglio del granduca, sia per insistere con le pretese dei fiorentini sui territori senesi. Con la Pace di Cateau-Cambrésis, in cui la Toscana passa completamento sotto il dominio mediceo, il Vitelli deve prendere possesso di Montalcino, occupata da un contingente francese: lo fa un po' pagando i soldati ed un po' minacciandoli. Nell'agosto 1559, Chiappino regola alcuni conti in sospeso all'interno della famiglia: con Paolo, suo fratello, attacca Angela de' Rossi, sua zia, vedova di Alessandro Vitelli, rinchiusa in Montone, di cui detiene il titolo di Contessa; i due entrano nella città con molti uomini, pretendendo la signoria sull'abitato. Nel 1560, è a Sovana, per cacciare da tale luogo Nicola Orsini (1510-1594), Signore della città. Con la ribellione, nello stesso anno, di Pitigliano contro il suo Signore Giovan Francesco Orsini († 1567), suggerisce al de' Medici di fare uccidere lo stesso Orsini da Niccolò Bombaglino (1482-1562), tentativo che fallirà nel gennaio 1562. Proprio nell'anno della fallita congiura, Cosimo I lo nomina Gran Connestabile dell'Ordine di Santo Stefano Papa e Martire.

### Le Guerre contro gli ottomani
Nel 1564, all'età di 45 anni, s'imbarca con la flotta spagnola, agli ordini di García di Toledo per tentare la conquista del Peñón de Vélez de la Gomera. Sbarca quindi in tale località, e, dopo averla conquistata, il Vitelli si occupa della riprogettazione delle fortificazioni della città, in passato disegnate da Pietro Navarro. Tornato in Italia, Chiappino s'imbarca nuovamente a Livorno, questa volta nelle file di Gianandrea Doria; ricongiuntasi la flotta genovese con quella spagnola (capitanata ancora da García di Toledo), l'esercito si sposta alla difesa di Malta, assediata dai turchi. Nonostante un diverbio con Garcia, il valore militare di Chiappino prevale, e costringe gli avversari all'arretramento con un totale di circa mille morti. Prevedendo le mosse degli avversari, Chiappino si reca, alla testa di circa 8OO uomini, alla torre di Falca: la sua mossa si rivela fatale per gli avversari, che, capitanati da Uluch Alì Pascià, vengono colti di sorpresa e sterminati.

### Le Guerre in Olanda

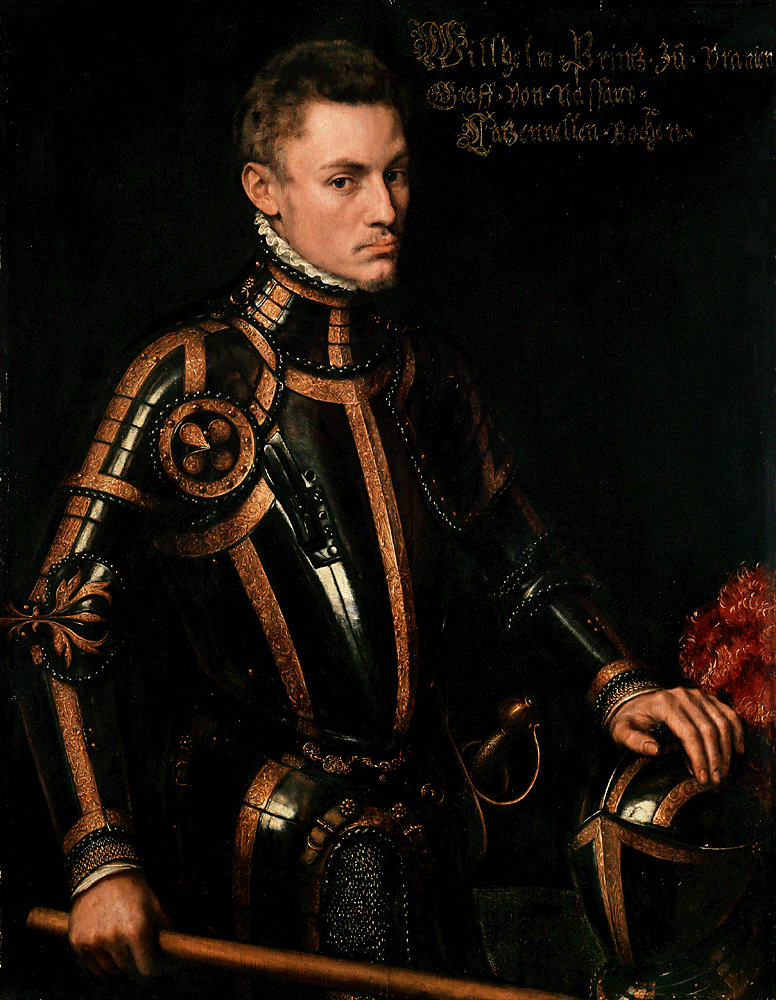
Guglielmo I il Taciturno, principe di Orange

Nel 1567, dopo aver radunato un esercito in Lombardia, parte per le Fiandre, dove nel frattempo è ad aspettarlo Fernando Álvarez de Toledo, meglio conosciuto come il Duca d'Alba. Così, i comandi dell'esercito spagnolo vengono affidati per la cavalleria a al figlio del Duca d'Alba, per l'artiglieria a Gabriele Serbelloni, e per la fanteria al Vitelli; il quale, proprio su ordine del Toledo, cattura in Bruxelles Lamorale d'Agamonte. Le battaglie, intanto, si andavano facendo sempre più vive: Luigi di Nassau (1538-1574), fratello di Guglielmo I d'Orange, si era accampato nei pressi di Groninga con 12000 uomini, mentre i Duca d'Alba, saputa questa mossa dei suoi avversari, si affrettò a giungere presso il luogo dell'accampamento. Le sorti della prima battaglia sono sicuramente a favore dell'Alba: infatti, il Nassau subisce una dolorosa sconfitta, che gli costa ben 3000 uomini; dopo questa batosta, decide quindi di dirigersi verso il paese di Jemmingen, tra il fiume Ems e la sua confluenza con il fiume Dollard. Le truppe spagnole infliggono una durissima sconfitta a quelle olandesi, uccidendo circa 7000 uomini a fronte del centinaio morto nelle file iberiche; alla battaglia, Chiappino dà il suo contributo, quando, anticipando la ritirata degli avversari, si porta a Slochteren, e taglia la strada ai nemici. Nel 1568, in qualità di Maestro di campo generale, assiste ad un vero e proprio periodo di "Guerra Fredda" : infatti il Duca d'Alba si rifiuta di combattere l'Orange sul campo di battaglia, e si limita a spiarlo in tutti i suoi movimenti. In questo periodo allora, il Vitelli si dà da fare con imboscate e trappole: in ottobre, con quale cavaliere, approfittando del buio notturno, esce per spiare un accampamento avversario, ma viene scoperto e rischia la morte; la mattina seguente questo episodio, con Fadrique Álvarez de Toledo y Enríquez de Guzmán, figlio del Duca d'Alba, assale la retroguardia dell'esercito olandese, riuscendo ad uccidere 400 uomini perdendone solo 15.Sebbene Fernando de Toledo proibisca altre azioni del genere, il Vitelli attacca nuovamente le truppe dell'Orange, questa volta uccidendone 2000;grazie a questa sua sortita, il Duca lo loda con grandi onori. A seguito di alcuni contrasti con il Duca d'Alba, viene inviato in Inghilterra, alla corte di Elisabetta I, per seguire le trattative per il rilascio di alcune navi spagnole, che, in viaggio proprio per Olanda per portare denaro, furono costrette ad attraccare in terra inglese a causa di una forte tempesta. Fallita questa missione diplomatica, Chiappino torna in Spagna, dove, quando era sicuro di stare per ottenere un mandato per una missione contro gli inglesi, vede che questa è assegnata al figlio del Duca d'Alba, Fadrique de Toledo.Deluso, ritorna a Firenze, dove è ancora una volta accolto da Cosimo I de' Medici. Nel 1570, è il Vitelli ad accompagnare a Roma il de' Medici per assistere alla sua incoronazione come granduca, prima di ritornare, nel 1572, in Olanda; infatti, Guglielmo, aiutato dai francesi e dagli ugonotti del generale Gaspard de Châtillon, aveva ricominciato le sue guerre anti-spagnole. La prima azione del Vitelli è quella di combattere(e sconfiggere) un esercito capitanato da Jean de Hangesh, Signore di Genlis e di Ivoy-le-Pré. Folgorato dall'abilità dell'italiano, il de Châtillon tentò di corromperlo, ottenendo un immediato rifiuto. A Mons, i protestanti olandesi vengono sconfitti, ma Chiappino viene ferito ad una gamba; il tifernate però, non rinuncia a condurre le operazioni di guerra, visto che le truppe nemiche alleate del de Hangesh arrivarono per soccorrerlo. Dopo l'Assedio di Haarlem, il Vitelli dovette intervenire affinché i suoi uomini, che non venivano pagati da mesi, non mettessero la città in ginocchio: così, dopo aver distribuito alle truppe il denaro, viene tradito nelle sue intenzioni dal Duca d'Alba, che fa uccidere i ribelli. Nel 1573, Chiappino vide la sua fama aumentare grazie alle sue vittorie contro i Watergeuzen, o "pezzenti del mare", che lo portarono, di vittoria in vittoria fino alle isole della Zelanda. Nel 1574, la guida dell'esercito spagnolo cambia: entra in scena infatti Luis de Zúñiga y Requesens. In questo periodo le vittorie che il Vitelli ottiene sul campo sono molte: riesce infatti a battere (e ad impadronirsi) di Leerdam, Asperen ed Huechelen.

### La morte
La morte di Chiappino Vitelli sopraggiunse nel luglio 1575, ma sulla sua causa vi sono alcuni sospetti: sembra che Chiappino, ammalatosi, si sia imbarcato per raggiungere Anversa e farsi curare, prima di morire durante il viaggio; ma non è stata mai scartata l'ipotesi che il Vitelli, vista la sua notevole gloria e fama presso la corte spagnola, non abbia attirato l'invidia degli altri capitani iberici, che lo avrebbero gettato in una trincea da un punto elevato.

## Fuori dal campo di battaglia

### Il Vitelli "Ambasciatore"
Chiappino fu, nel corso della sua vita, ambasciatore di Cosimo I de' Medici diverse volte: nel 1548, egli fu inviato presso l'imperatore d'Austria Massimiliano II; nel 1551, era invece alla corte di Andrea Doria, dove fu inviato dal granduca sia per rendere omaggio al genovese, sia per porgere gli ossequi dei fiorentini al Re e alla Regina di Boemia, che si trovavano a Genova. Fu ancora ambasciatore per conto del toscano nel 1570, quando si reca dalla vedova di Ercole II d'Este, Renata di Francia, mentre nel 1569, inviato dagli spagnoli, è in Inghilterra.

### Vita privata

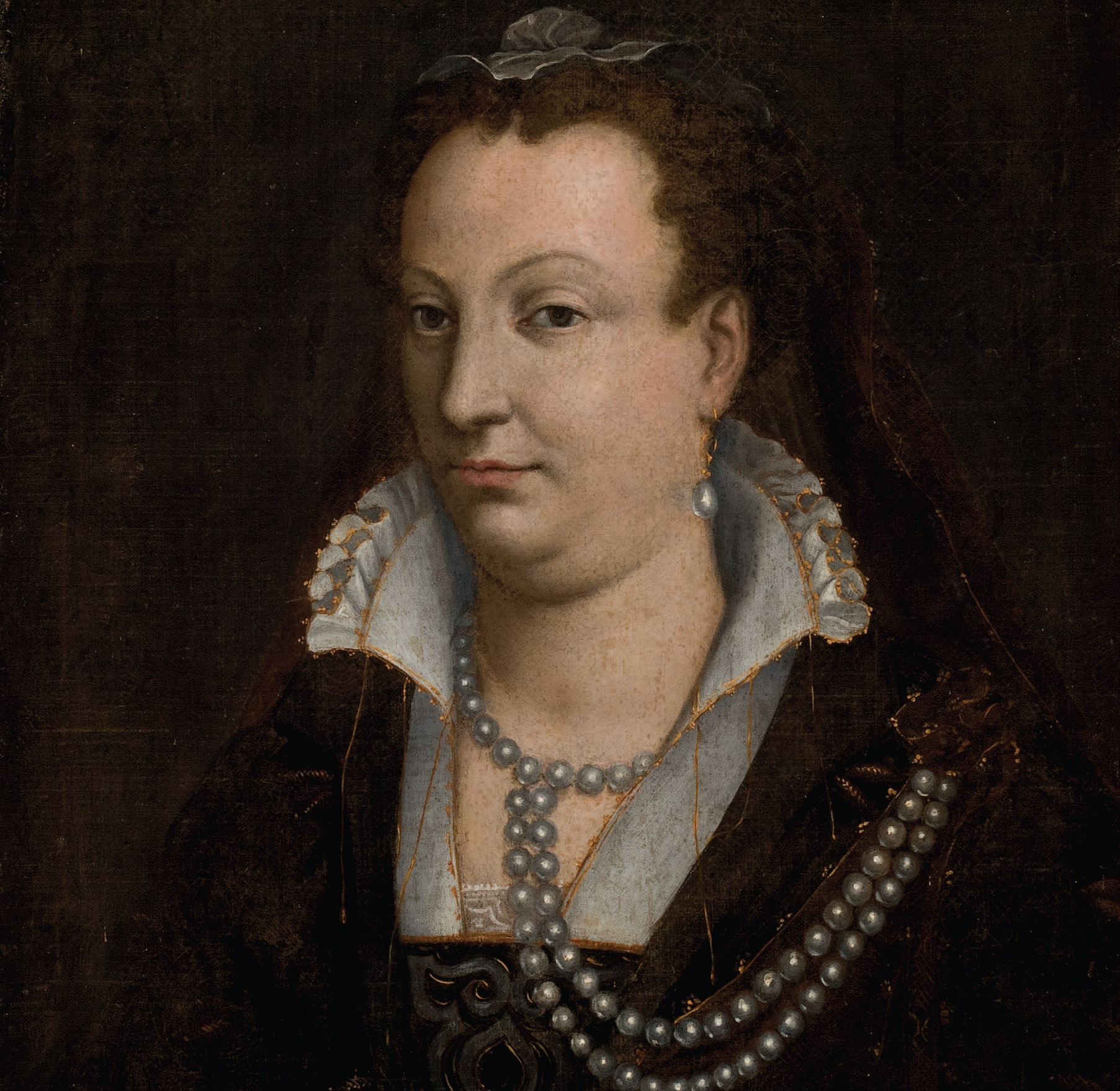
Eleonora Cybo

Chiappino Vitelli sposò, nel 1548, Eleonora Cybo, figlia del nobiluomo genovese Lorenzo Cybo (che era nipote diretto, per parte di padre, di papa Innocenzo VIII, e, per parte di madre, di Lorenzo il Magnifico) e della marchesa di Massa e Carrara, Ricciarda Malaspina. Eleonora era vedova del nobile genovese Giovanni Luigi Fieschi, morto il 2 gennaio 1547 a seguito della congiura da lui stesso ordita contro Andrea Doria. Alla morte del marito, la donna si era ritirata di nuovo nel monastero delle Murate a Firenze, dove già in precedenza era stata rinchiusa dai familiari; ma ella non voleva restare definitivamente in convento, e così si rivolse direttamente a Cosimo I de' Medici, il quale le combinò il matrimonio con Chiappino. Questi acquistò allora villa Le Selve dalla famiglia Strozzi, presso il porto di Firenze nella zona di Lastra a Signa, così da soggiornarvi con la moglie, la quale però, ritornava spesso al convento, durante le lunghe assenze del marito, e fu li che si ritirò definitivamente dopo il decesso di Chiappino nel 1575. Rimase alle Murate fino alla morte, sopraggiunta il 22 febbraio 1594.
Chiappino ed Eleonora non ebbero figli, ma il Vitelli ebbe due discendenti naturali da Giovanna Gavarri: una femmina, Faustina, che sposò Vincenzo di Alessandro Vitelli, e un maschio, Gian Vincenzo († 1596), in favore del quale venne rinnovata nel 1588 la concessione vitalizia del marchesato di Cetona e ambasciatore anch'egli di Cosimo I de' Medici, soprattutto come rappresentante del granduca in Spagna; alla morte di Cosimo I, fu proprio Gian Vincenzo a recare la notizia a Madrid.
Per quanto riguarda il suo aspetto fisico, si dice che da giovane il Vitelli fosse particolarmente prestante, ma che poi, a partire dalla cinquantina, gli stravizi lo condussero a diventare enormemente sovrappeso, al punto da trovarsi addirittura impacciato nei movimenti. Come riporta l'erudito padovano Eugenio Alberi:
(Le relazioni degli ambasciatori veneti al senato durante il sec. XVI, serie II - volume I, Firenze, Tipografia all'Insegna di Clio, 1839, pag. 340)

### Marchese di Cetona
Investito da Cosimo I de' Medici nel 1557 del titolo di marchese di Cetona a seguito della Guerra di Siena, Chiappino si diede da fare per ristrutturare il paese; fu lui infatti a progettare quella che oggi è Piazza Garibaldi, ma che allora era Piazza Vitelli.